# イグジット・スルー・ザ・ギフトショップ
『イグジット・スルー・ザ・ギフトショップ』（原題: Exit Through the Gift Shop）は、2010年のドキュメンタリー映画で、イギリスで「覆面芸術家」として活動するバンクシーの初監督映画である。

## 内容
映像作家のティエリー・グエッタは覆面芸術家のバンクシーの存在を知り、彼に接近してドキュメンタリー映画を撮ろうとする。しかしバンクシーはティエリーには映像センスが無いことに気付き、逆に自分が監督して彼の映画を撮ることにする。

## 受賞・ノミネート
| 賞                                 | 部門                       | 候補者                                   | 結果       |
| ---------------------------------- | -------------------------- | ---------------------------------------- | ---------- |
| アカデミー賞                       | 長編ドキュメンタリー映画賞 | バンクシー（監督） Jaimie D'Cruz（製作） | ノミネート |
| 英国アカデミー賞                   | 新人賞                     | バンクシー（監督） Jaimie D'Cruz（製作） | ノミネート |
| 英国インディペンデント映画賞       | ドキュメンタリー映画賞     | -                                        | ノミネート |
| ワシントンD.C.映画批評家協会賞     | ドキュメンタリー映画賞     | -                                        | 受賞       |
| 放送映画批評家協会賞               | ドキュメンタリー映画賞     | -                                        | ノミネート |
| インディペンデント・スピリット賞   | ドキュメンタリー映画賞     | バンクシー                               | 受賞       |
| オンライン映画批評家協会賞         | ドキュメンタリー映画賞     | -                                        | 受賞       |
| シカゴ映画批評家協会賞             | ドキュメンタリー映画賞     | -                                        | 受賞       |
| シカゴ映画批評家協会賞             | 有望映画製作者賞           | バンクシー                               | ノミネート |
| サウスイースタン映画批評家協会賞   | ドキュメンタリー映画賞     | -                                        | 次点       |
| サンディエゴ映画批評家協会賞       | ドキュメンタリー映画賞     | -                                        | 受賞       |
| ニューヨーク映画批評家オンライン賞 | ドキュメンタリー映画賞     | -                                        | 受賞       |
| オースティン映画批評家協会賞       | ドキュメンタリー映画賞     | -                                        | 受賞       |
| ワシントンD.C.映画批評家協会賞     | ドキュメンタリー映画賞     | -                                        | 受賞       |
| カンザスシティ映画批評家協会賞     | ドキュメンタリー映画賞     | -                                        | 受賞       |
| ユタ映画批評家協会賞               | ドキュメンタリー映画賞     | -                                        | ノミネート |
| オクラホマ映画批評家協会賞         | ドキュメンタリー映画賞     | -                                        | 受賞       |
| インディアナ映画批評家協会賞       | ドキュメンタリー映画賞     | -                                        | 受賞       |
| アメリカ映画編集者協会賞           | ドキュメンタリー映画編集賞 | クリス・キング トム・フルフォード        | 受賞       |
| 映画音響編集者組合賞               | ドキュメンタリー映画音響賞 |                                          | ノミネート |